# 穆里奧

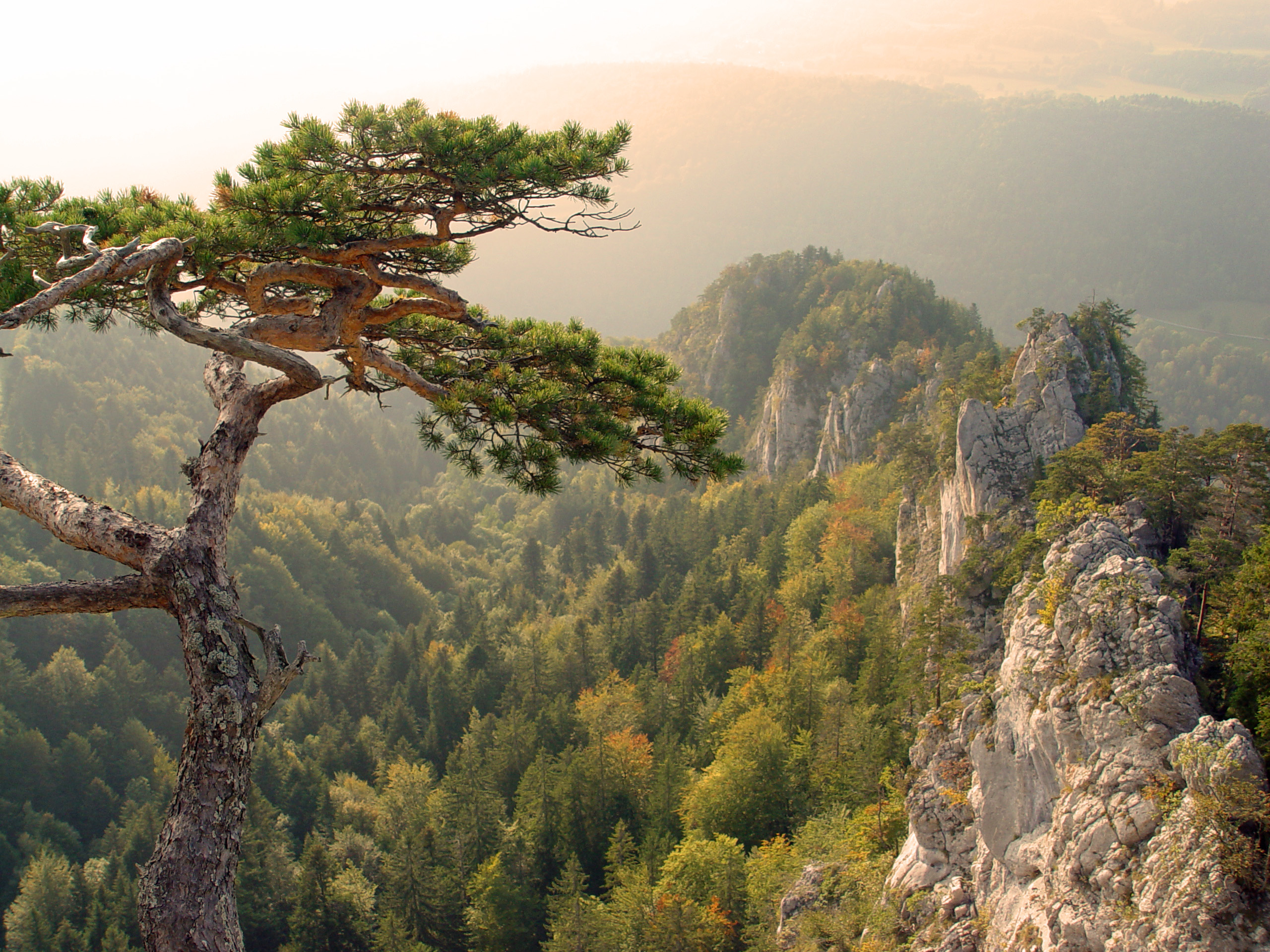

穆里奧（法語：Muriaux）是瑞士的城鎮，位於該國西北部，由汝拉州負責管轄，面積16.89平方公里，海拔高度947米，2011年人口488，六成半人口信奉羅馬天主教，人口密度每平方公里29人。